# Luchapt
Luchapt ist eine westfranzösische Gemeinde mit 248 Einwohnern (Stand: 1. Januar 2022) im Département Vienne in der Region Nouvelle-Aquitaine. Die Gemeinde gehört zum Arrondissement Montmorillon und zum Kanton Lussac-les-Châteaux. 

## Lage
Luchapt liegt etwa 58 Kilometer südöstlich von Poitiers. Umgeben wird Luchapt von den Nachbargemeinden Mouterre-sur-Blourde im Norden, Val-d’Oire-et-Gartempe mit Saint-Barbant im Osten, Asnières-sur-Blour im Süden sowie Millac im Westen.

## Bevölkerungsentwicklung
| Jahr                      | 1962 | 1968 | 1975 | 1982 | 1990 | 1999 | 2006 | 2013 |
| Einwohner                 | 612  | 486  | 438  | 369  | 317  | 289  | 312  | 275  |
| Quelle: Cassini und INSEE |      |      |      |      |      |      |      |      |

## Sehenswürdigkeiten
- Kirche Saint-Hilaire (siehe auch: Liste der Monuments historiques in Luchapt)